# Драфт НХЛ 1985
Драфт НХЛ 1985 відбувся 15 червня в Торонто, провінція Онтаріо,  Канада. Всього було проведено 12 раундів драфту, в котрих команди НХЛ закріпили свої права на спортивну діяльність 252 молодих хокеїстів.

## Вибір за раундом
| Загальне місце | Хокеїст        | Позиція              | Команда НХЛ          |
| -------------- | -------------- | -------------------- | -------------------- |
| 1-й раунд      |                |                      |                      |
| 1              | Вендел Кларк   | захисник             | «Торонто Мейпл-Ліфс» |
| 2              | Крейг Сімпсон  | лівий нападник       | «Піттсбург Пінгвінс» |
| 3              | Крейг Воланін  | захисник             | «Нью-Джерсі Девілс»  |
| 4              | Джим Сандлак   | правий нападник      | «Ванкувер Канакс»    |
| 5              | Дана Мурзин    | захисник             | «Гартфорд Вейлерс»   |
| 7              | Ульф Дален     | правий нападник      | «Нью-Йорк Рейнджерс» |
| 8              | Брент Федик    | лівий нападник       | «Детройт Ред-Вінгс»  |
| 12             | Хосе Шарбонно  | правий нападник      | «Монреаль Канадієнс» |
| 13             | Дерек Кінг     | лівий нападник       | «Нью-Йорк Айлендерс» |
| 14             | Калле Юганссон | захисник             | «Баффало Сейбрс»     |
| 16             | Том Чорскі     | лівий нападник       | «Монреаль Канадієнс» |
| 19             | Івон Корріво   | лівий нападник       | «Вашингтон Кепіталс» |
| 21             | Глен Сібрук    | центральний нападник | «Філадельфія Флаєрс» |

## Наступні раунди
| Загальне місце | Хокеїст              | Позиція              | Команда НХЛ            |
| -------------- | -------------------- | -------------------- | ---------------------- |
| 2-й раунд      |                      |                      |                        |
| 24             | Шон Берк             | воротар              | «Нью-Джерсі Девілс»    |
| 26             | Кей Вітмор           | воротар              | «Гартфорд Вейлерс»     |
| 27             | Джо Ньювендайк       | центральний нападник | «Калгарі Флеймс»       |
| 28             | Майк Ріхтер          | воротар              | «Нью-Йорк Рейнджерс»   |
| 32             | Ерік Вайнріч         | захисник             | «Нью-Джерсі Девілс»    |
| 34             | Бред Лауер           | лівий нападник       | «Нью-Йорк Айлендерс»   |
| 35             | Бенуа Гогю           | центральний нападник | «Баффало Сейбрс»       |
| 40             | Джон Дрюс            | правий нападник      | «Вашингтон Кепіталс»   |
| 3-й раунд      |                      |                      |                        |
| 43             | Дейв Томлінсон       | лівий нападник       | «Торонто Мейпл-Ліфс»   |
| 44             | Нельсон Емерсон      | правий нападник      | «Сент-Луїс Блюз»       |
| 50             | Стів Чейссон         | захисник             | «Детройт Ред-Вінгс»    |
| 52             | Білл Ренфорд         | воротар              | «Бостон Брюїнс»        |
| 55             | Джефф Фінлі          | захисник             | «Нью-Йорк Айлендерс»   |
| 4-й раунд      |                      |                      |                        |
| 79             | Брент Гілкріст       | центральний нападник | «Монреаль Канадієнс»   |
| 80             | Роджер Юганссон      | захисник             | «Калгарі Флеймс»       |
| 81             | Фредрік Улавссон     | захисник             | «Вінніпег Джетс»       |
| 82             | Білл Гаулдер         | захисник             | «Вашингтон Кепіталс»   |
| 5-й раунд      |                      |                      |                        |
| 86             | Стів Готас           | центральний нападник | «Піттсбург Пінгвінс»   |
| 88             | Роберт Крон          | центральний нападник | «Ванкувер Канакс»      |
| 93             | Петер Прайслер       | центральний нападник | «Лос-Анджелес Кінгс»   |
| 101            | Еса Кескінен         | центральний нападник | «Калгарі Флеймс»       |
| 6-й раунд      |                      |                      |                        |
| 110            | Шейн Чурла           | правий нападник      | «Гартфорд Вейлерс»     |
| 113            | Ренді Маккей         | правий нападник      | «Детройт Ред-Вінгс»    |
| 115            | Гордон Гайнс         | захисник             | «Бостон Брюїнс»        |
| 116            | Юнас Геед            | захисник             | «Чикаго Блекгокс»      |
| 119            | Джо Рікі             | захисник             | «Баффало Сейбрс»       |
| 122            | Тім Свіні            | лівий нападник       | «Калгарі Флеймс»       |
| 123            | Дентон Коул          | правий нападник      | «Вінніпег Джетс»       |
| 7-й раунд      |                      |                      |                        |
| 138            | Пет Яблонскі         | воротар              | «Сент-Луїс Блюз»       |
| 140            | Петрі Матікайнен     | захисник             | «Баффало Сейбрс»       |
| 142            | Ед Крістофолі        | правий нападник      | «Монреаль Канадієнс»   |
| 143            | Стю Грімсон          | лівий нападник       | «Калгарі Флеймс»       |
| 147            | Тоні Горачек         | лівий нападник       | «Філадельфія Флаєрс»   |
| 8-й раунд      |                      |                      |                        |
| 149            | Пол Стантон          | захисник             | «Піттсбург Пінгвінс»   |
| 157            | Ренді Баррідж        | лівий нападник       | «Бостон Брюїнс»        |
| 9-й раунд      |                      |                      |                        |
| 170            | Джим Пак             | захисник             | «Піттсбург Пінгвінс»   |
| 171            | Джеймі Гаскрофт      | захисник             | «Нью-Джерсі Девілс»    |
| 182            | Їржі Шейба           | нападник             | «Баффало Сейбрс»       |
| 188            | Келлі Букбергер      | правий нападник      | «Едмонтон Ойлерс»      |
| 189            | Горд Мерфі           | захисник             | «Філадельфія Флаєрс»   |
| 10-й раунд     |                      |                      |                        |
| 197            | Ерік Гямяляйнен      | захисник             | «Детройт Ред-Вінгс»    |
| 208            | Даллас Ікінс         | захисник             | «Вашингтон Кепіталс»   |
| 210            | Боб Бірс             | захисник             | «Бостон Брюїнс»        |
| 11-й раунд     |                      |                      |                        |
| 214            | Ігор Ларіонов        | центральний нападник | «Ванкувер Канакс»      |
| 216            | Ладіслав Лубіна      | правий нападник      | «Міннесота Норз-Старс» |
| 217            | Роберт Бураковський  | правий нападник      | «Нью-Йорк Рейнджерс»   |
| 224            | Гі Лароз             | центральний нападник | «Баффало Сейбрс»       |
| 227            | Олександр Кожевников | нападник             | «Калгарі Флеймс»       |
| 12-й раунд     |                      |                      |                        |
| 237            | Томмі Сьодін         | захисник             | «Міннесота Норз-Старс» |
| 238            | Руді Пощек           | захисник             | «Нью-Йорк Рейнджерс»   |
| 245            | Кен Баумгартнер      | лівий нападник       | «Баффало Сейбрс»       |
| 249            | Анссі Меламется      | правий нападник      | «Вінніпег Джетс»       |
| 252            | Пол Моріс            | захисник             | «Філадельфія Флаєрс»   |

## Сумарна статистика за країнами
| Місце                      | Країна                     | Кількість |
| -------------------------- | -------------------------- | --------- |
| 1                          | Канада                     | 165       |
| 2                          | США                        | 57        |
| Всього з Північної Америки | Всього з Північної Америки | 222       |
| 4                          | Швеція                     | 16        |
| 3                          | Чехословаччина             | 7         |
| 5                          | Фінляндія                  | 4         |
| 6                          | СРСР                       | 2         |
| 6                          | ФРН                        | 1         |
| Всього з Європи            | Всього з Європи            | 30        |